# 탁트인
탁트인(1987년 6월 6일 ~ )은 대한민국의 배우이다.

## 출연 작품

### 영화
- 2007년 《스카우트》 - K 덩치 2 역
- 2008년 《대한이, 민국씨》 - 건달 2 역
- 2008년 《아버지와 마리와 나》 - 명호 패거리 1 역
- 2008년 《강철중: 공공의 적 1-1》 - 면접 아이 3 역
- 2008년 《서양 골동 양과자점 앤티크》 - 진혁 고등학교 친구 1 역
- 2010년 《주유소 습격 사건 2》 - 벌구 역
- 2010년 《무법자》 -조 역
- 2010년 《포화 속으로》 - 왕표 역
- 2012년 《5백만불의 사나이》 - 구남 역
- 2012년 《통통한 혁명》 - 윤학 역, 음악부문
- 2012년 《개들의 전쟁》 - 기화 역
- 2012년 《나의 PS 파트너》 - 뚱뚱한 웨이터 역
- 2013년 《노리개》 - 조감독 역
- 2014년 《내비게이션》 - 민우 역
- 2014년 《울언니》 - 배달부 1 역
- 2017년 《왕을 참하라》 - 석삼이 역
- 2018년 《탐정: 리턴즈》 - 떡대 역
- 2019년 《엑시트》-드론 형제 동생 역(특별출연)
- 2020년 《용루각: 비정도시》 - 형사 1 역

### 드라마
- 2012년 슈퍼 액션 《홀리랜드》
- 2016년 네이버TV 《88번지》 - 취객 역 (특별출연)
- 2017년 네이버TV 《손의 흔적》 - 덕구 역
- 2019년 OCN 《보이스 3》 - 오인균 역